# Чађави мангаби
Чађави мангаби (лат. Cercocebus atys) је врста примата (Primates) из породице мајмуна Старог света (Cercopithecidae). 

## Распрострањење
Ареал врсте покрива средњи број држава. Врста је присутна у следећим државама: Сенегал, Гвинеја Бисао, Гвинеја, Сијера Леоне, Либерија и Обала Слоноваче.

## Станиште
Станишта врсте су шуме, мочварна подручја и саване. 
Врста је по висини распрострањена од нивоа мора до 1.000 метара надморске висине. 

## Угроженост
Ова врста се сматра скоро угроженом у погледу угрожености врсте од изумирања.